# Česko na Mistrovství Evropy v atletice 1998

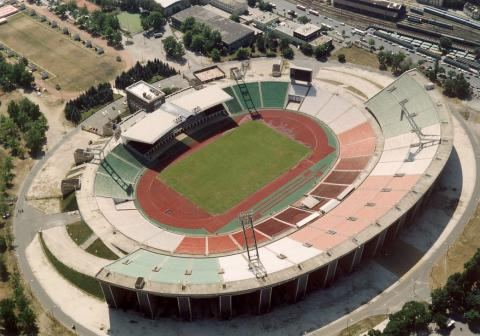
Stadion Ference Puskáse

Evropského šampionátu v Budapešti se ve dnech 18. – 23. srpna 1998 účastnilo 37 českých atletů (21 mužů a 16 žen). O největší úspěchy se postaraly ženy. Helena Fuchsová získala v běhu na 400 metrů stříbrnou medaili a stejný cenný kov obdržela také trojskokanka Šárka Kašpárková. Na stupních vítězů stanul také Lukáš Vydra, jenž získal bronz v závodě na 800 metrů.

## Výsledky

### Muži
| Atlet                                              | Disciplína     | Kvalifikace | Kvalifikace | Rozběh  | Rozběh   | Čtvrtfinále | Čtvrtfinále | Semifinále  | Semifinále  | Finále       | Finále           |
| Atlet                                              | Disciplína     | Výkon       | Umístění    | Výkon   | Umístění | Výkon       | Umístění    | Výkon       | Umístění    | Výkon        | Umístění         |
| -------------------------------------------------- | -------------- | ----------- | ----------- | ------- | -------- | ----------- | ----------- | ----------- | ----------- | ------------ | ---------------- |
| Ludvík Bohman                                      | 100 m          |             |             | 10,69 s | 36.      | nepostoupil | nepostoupil | –           | –           | –            | –                |
| Ivo Krsek                                          | 100 m          |             |             | 10,79 s | 40.      | nepostoupil | nepostoupil | –           | –           | –            | –                |
| Martin Morkes                                      | 200 m          |             |             | 21,14 s | 21. =    |             |             | nepostoupil | nepostoupil | –            | –                |
| Jan Poděbradský                                    | 400 m          |             |             | 46,16 s | 8.       |             |             | 46,01 s     | 13.         | nepostoupil  | nepostoupil      |
| Jan Štejfa                                         | 400 m          |             |             | 47,63 s | 29.      |             |             | nepostoupil | nepostoupil | –            | –                |
| Lukáš Vydra                                        | 800 m          |             |             | 1:48,20 | 21.      |             |             | 1:47,62     | 2.          | 1:45,23      | Bronzová medaile |
| Jan Pešava                                         | 10 000 m       |             |             |         |          |             |             |             |             | DNF          | –                |
| Jiří Mužík                                         | 400 m přek.    |             |             | 49,15 s | 2.       |             |             | 49,39 s     | 7.          | 50,51 s      | 7.               |
| Martin Morkes Ludvík Bohman Tomáš Dřímal Ivo Krsek | 4 × 100 m      |             |             | 39,76 s | 10.      |             |             |             |             | nepostoupili | nepostoupili     |
| Jan Poděbradský Jan Štejfa Karel Bláha Jiří Mužík  | 4 × 400 m      |             |             | 3:05,88 | 7.       |             |             |             |             | 3:04,37      | 7.               |
| Jiří Malysa                                        | Chůze na 20 km |             |             |         |          |             |             |             |             | 1.30:16      | 21.              |
| Miloš Holuša                                       | Chůze na 50 km |             |             |         |          |             |             |             |             | 4.01:38      | 18.              |
| Jan Janků                                          | Skok do výšky  | NM          | –           |         |          |             |             |             |             | nepostoupil  | nepostoupil      |
| Tomáš Janků                                        | Skok do výšky  | 2,24 m      | 1. =        |         |          |             |             |             |             | 2,24 m       | 12.              |
| Milan Kovář                                        | Skok daleký    | 7,74 m      | 16. =       |         |          |             |             |             |             | nepostoupil  | nepostoupil      |
| Jiří Kuntoš                                        | Trojskok       | 16,13 m     | 22.         |         |          |             |             |             |             | nepostoupil  | nepostoupil      |
| Libor Malina                                       | Hod diskem     | 60,69 m     | 11.         |         |          |             |             |             |             | 60,58 m      | 10.              |
| Vladimír Maška                                     | Hod kladivem   | 74,12 m     | 19.         |         |          |             |             |             |             | nepostoupil  | nepostoupil      |
| Pavel Sedláček                                     | Hod kladivem   | 72,68 m     | 25.         |         |          |             |             |             |             | nepostoupil  | nepostoupil      |

Desetiboj
| Tomáš Dvořák  | Desetiboj    |          |       |          |
| Tomáš Dvořák  | Disciplína   | Výsledek | Body  | Umístění |
| ------------- | ------------ | -------- | ----- | -------- |
|               | Běh na 100 m | 10,77 s  | 912   |          |
| Skok daleký   | 7,61 m       | 962      |       |          |
| Vrh koulí     | 15,87 m      | 843      |       |          |
| Skok vysoký   | 1,97 m       | 776      |       |          |
| běh na 400 m  | 48,11 s      | 904      |       |          |
| 110 m přek.   | 14,07 s      | 965      |       |          |
| Hod diskem    | 46,38 m      | 795      |       |          |
| Skok o tyči   | 4,70 m       | 819      |       |          |
| Hod oštěpem   | 65,12 m      | 815      |       |          |
| Běh na 1500 m | 4:34,62      | 715      |       |          |
| Celkově       |              |          | 8 506 | 5.       |

| Roman Šebrle  | Desetiboj    |          |       |          |
| Roman Šebrle  | Disciplína   | Výsledek | Body  | Umístění |
| ------------- | ------------ | -------- | ----- | -------- |
|               | Běh na 100 m | 10,73 s  | 922   |          |
| Skok daleký   | 7,60 m       | 960      |       |          |
| Vrh koulí     | 14,90 m      | 784      |       |          |
| Skok vysoký   | 2,09 m       | 887      |       |          |
| Běh na 400 m  | 48,28 s      | 896      |       |          |
| 110 m přek.   | 14,27 s      | 940      |       |          |
| Hod diskem    | 42,57 m      | 717      |       |          |
| Skok o tyči   | 4,90 m       | 880      |       |          |
| Hod oštěpem   | 62,82 m      | 780      |       |          |
| Běh na 1500 m | 4:35,21      | 711      |       |          |
| Celkově       |              |          | 8 477 | 6.       |

### Ženy
| Atletka                                                         | Disciplína    | Kvalifikace | Kvalifikace | Rozběh  | Rozběh   | Semifinále   | Semifinále   | Finále       | Finále           |
| Atletka                                                         | Disciplína    | Výkon       | Umístění    | Výkon   | Umístění | Výkon        | Umístění     | Výkon        | Umístění         |
| --------------------------------------------------------------- | ------------- | ----------- | ----------- | ------- | -------- | ------------ | ------------ | ------------ | ---------------- |
| Pavlína Vostatková                                              | 100 m         |             |             | 11,80 s | 23.      | nepostoupila | nepostoupila | –            | –                |
| Hana Benešová                                                   | 200 m         |             |             | 24,04 s | 26.      | nepostoupila | nepostoupila | –            | –                |
| Erika Suchovská                                                 | 200 m         |             |             | 23,56 s | 19.      | 23,43 s      | 10.          | 23,18 s      | 8.               |
| Pavlína Vostatková                                              | 200 m         |             |             | 23,98 s | 24.      | nepostoupila | nepostoupila | –            | –                |
| Jitka Burianová                                                 | 400 m         |             |             | 52,62 s | 10.      | 52,41 s      | 10.          | nepostoupila | nepostoupila     |
| Helena Fuchsová                                                 | 400 m         |             |             | 51,61 s | 2.       | 50,87 s      | 2.           | 50,21 s      | Stříbrná medaile |
| Ludmila Formanová                                               | 800 m         |             |             | 2:01,13 | 11.      | 2:00,88      | 11.          | nepostoupila | nepostoupila     |
| Andrea Šuldesová                                                | 1500 m        |             |             | 4:09,54 | 10.      |              |              | 4:15,04      | 7.               |
| Andrea Novotná                                                  | 100 m přek.   |             |             | 13,51 s | 14. =    |              |              | nepostoupila | nepostoupila     |
| Jitka Burianová Ludmila Formanová Hana Benešová Helena Fuchsová | 4 × 400 m     |             |             | 3:29,83 | 5.       |              |              | 3:27,54      | 5.               |
| Zuzana Kováčiková                                               | Skok do výšky | 1,90 m      | 8. =        |         |          |              |              | 1,85 m       | 11.              |
| Daniela Bártová                                                 | Skok o tyči   | 4,00 m      | 20. =       |         |          |              |              | nepostoupila | nepostoupila     |
| Pavla Hamáčková                                                 | Skok o tyči   | 4,00 m      | 11. =       |         |          |              |              | 3,95 m       | 12. =            |
| Šárka Kašpárková                                                | Trojskok      | 14,59 m     | 1.          |         |          |              |              | 14,53 m      | Stříbrná medaile |
| Zdeňka Šilhavá                                                  | Hod diskem    | 58,39 m     | 18.         |         |          |              |              | nepostoupila | nepostoupila     |
| Nikola Tomečková                                                | Hod oštěpem   | 59,65 m     | 13.         |         |          |              |              | nepostoupila | nepostoupila     |

Sedmiboj
| Kateřina Nekolná | Sedmiboj       |          |       |          |
| Kateřina Nekolná | Disciplína     | Výsledek | Body  | Umístění |
| ---------------- | -------------- | -------- | ----- | -------- |
|                  | 100 m překážek | 14,08 s  | 967   |          |
| Skok do výšky    | 1,68 m         | 830      |       |          |
| Vrh koulí        | 12,46 m        | 692      |       |          |
| Běh na 200 m     | 24,97 s        | 890      |       |          |
| Skok daleký      | 5,92 m         | 825      |       |          |
| Hod oštěpem      | 41,59 m        | 698      |       |          |
| Běh na 800 m     | 2:16,20        | 876      |       |          |
| Celkově          |                |          | 5 778 | 12.      |